# Époisses de Bourgogne
L'époisses de Bourgogne és un formatge francès de la regió de Borgonya, al departament de Côte-d'Or, que es beneficia d'una AOC des de 1991, i DOP a nivell europeu pel Reglament de la Comissió n. 1107/96. El seu nom prové del poble d'Époisses, situat a l'oest d'aquest territori.

## Història
L'époisses és el més famós dels formatges borgonyons i un dels més coneguts de crosta rentada. El primer formatge époisses va ser elaborat per monjos de l'abadia de Cîteaux al segle xvi. Va merèixer les lloances de madame de Sévigné i es diu que a Napoleó li agradava. Brillat-Savarin el va considerar el rei dels formatges el 1825. El període de màxima esplendor d'aquest formatge va ser la segona meitat del segle xix. Va decaure i va deixar de produir-se durant la Segona Guerra Mundial. Se'n va reprendre la fabricació durant la postguerra. Va obtenir el reconeixement com AOC el 1991.

## Elaboració
Aquest formatge s'elabora amb llet crua de vaca. Normes estrictes regulen tant el farratge del bestiar com la llet. Es renta amb aigua salada, es manté en un celler humit i després d'un mes es renta de nou amb una barreja d'aigua de pluja i licor marc de Borgonya, dues o tres vegades a la setmana. La maduració dura de quatre a vuit setmanes.

## Característiques
Es tracta d'un formatge amb un 50% de matèria grassa. La seva forma és cilíndrica, i es comercialitza en dues mides diferents. La crosta és brillant, amb un color que, segons el grau de maduresa, va del vori ataronjat a vermell-maó. La pasta és flexible i cremosa. La característica més destacada d'aquest formatge és la seva forta olor, acre, agressiva, penetrant, expansiva, franca, amb buquet, el que va portar que fos prohibit portar-lo en el transport públic francès. El seu sabor és potent i ric, picant i molt característic, la massa es fon a la boca i deixa una delicada sensació cremosa al paladar.
L'époisses pot prendre's amb un pa de panses. No sol usar-se per cuinar. Els vins que li van són Hautes-Côtes de Beaune (blanc i negre), Hautes-Côtes de Nuits (blanc i negre), o un blanc Pouilly-Fumé i vi negre com el Côte-rôtie. Al costat d'un borgonya blanc o un vi dolç com el sauternes, es recomana acompanyar-lo per l'aiguardent amb què se'n renta la crosta: marc de Borgonya.